# Małgorzata Borzym-Kluczyk
Małgorzata Borzym-Kluczyk – polska naukowiec, diagnosta laboratoryjny, doktor habilitowany nauk medycznych.

## Życiorys
Ukończyła Medyczne Studium Zawodowe w Mińsku Mazowieckim, a następnie, w 1997, studia na kierunku analityka medyczna na Akademii Medycznej w Białymstoku. Zaraz po studiach rozpoczęła pracę na stanowisku asystenta w Zakładzie Biochemii Farmaceutycznej AMB. W 2005 pod kierunkiem prof. Krzysztofa Zwierza obroniła pracę doktorską pt. „Aktywność egzoglikozydaz lizosomalnych nerki i surowicy chorych z rakiem nerkowokomórkowym” uzyskując stopień naukowy doktora nauk medycznych. W 2016 na podstawie osiągnięć naukowych i złożonej rozprawy „Znaczenie metaboliczne oraz diagnostyczne glikokoniugatów w wybranych nowotworach” uzyskała stopień naukowy doktora habilitowanego nauk medycznych.
Jest zatrudniona na stanowisku adiunkta w Zakładzie Biochemii Farmaceutycznej UMB.